# ハインツ・フリッケ
ハインツ・フリッケ（Heinz Fricke, 1927年9月29日 - 2015年12月7日ベルリン）は、ドイツの指揮者。

## 経歴
1927年、ハルバーシュタット生まれ。ヴァイマル音楽院でヘルマン・アーベントロートに指揮法を学び、エーリヒ・クライバーの薫陶も受けた。
1946年からハルバーシュタット歌劇場の練習指揮者としてキャリアを開始。1950年から1960年までライプツィヒ国立歌劇場の第一指揮者となり、ベルリン国立歌劇場にも客演を重ねた。1961年から翌年までメクレンベルク国立歌劇場の音楽総監督を務め、1962年から1992年までベルリン国立歌劇場の指揮者を歴任した。1984年から1990年まではノルウェー国立歌劇場の指揮者を兼任し、1992年から2008年まではワシントン・ナショナル・オペラの音楽監督を務めた。